# Klassik Stiftung Weimar

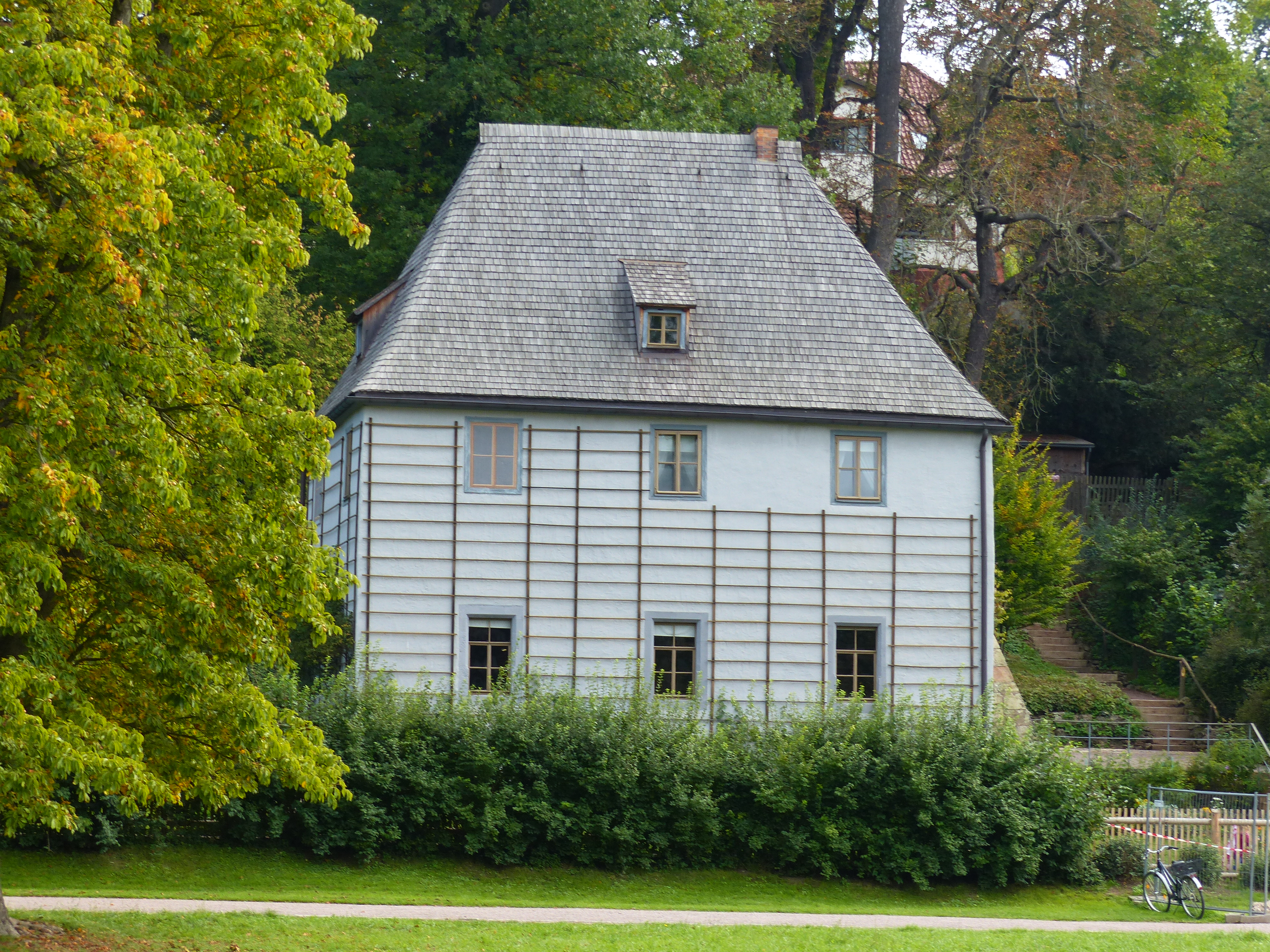
La casa di campagna di Goethe, a Weimar, una delle proprietà iscritte nel patrimonio mondiale della fondazione.

La Klassik Stiftung Weimar (Fondazione classica Weimar) è una delle istituzioni culturali più grandi e significative della Germania. Possiede più di 20 musei, palazzi, case e parchi storici, oltre a collezioni letterarie e d'arte, alcune delle quali sono patrimonio dell'umanità.
Si concentra sul periodo del classicismo di Weimar, ma copre anche l'arte e la cultura del XIX e XX secolo con proprietà associate a Franz Liszt, Friedrich Nietzsche, Henry van de Velde e al Bauhaus.
Undici delle sue proprietà sono elencate come parte del patrimonio mondiale classico di Weimar e l'Haus am Horn fa parte del Bauhaus e dei suoi siti a Weimar, Dessau e Bernau.
La fondazione è stata creata il 1º gennaio 2003 dalla fusione di Stiftung Weimarer Klassik e Kunstsammlungen zu Weimar. Era nota, dal 2003 al 2006, come Stiftung Weimarer Klassik und Kunstsammlungen. 
La Klassik Stiftung Weimar è membro della Konferenz Nationaler Kultureinrichtungen, un'unione di oltre venti istituzioni culturali nei cinque nuovi stati della Germania che un tempo facevano parte della Repubblica democratica tedesca.